# Kima Guitart
Kima Guitart (Esparraguera, 1947) és una artista tèxtil, dissenyadora i artesana, pionera a l'Estat Espanyol en la tècnica de pintura en seda.
El 1966, va ingressar a l'Escola d'Arts i Oficis de Barcelona. Més tard va realitzar un taller d'esmalts amb Montserrat Xicola. El 1970, va realitzar un altre taller d'esmalts a l'Institut d'Art di Porta Romana de Florència. El 1971, va començar la seva formació en pintura sobre seda en el L. Bain Atelier de París. El 1982 i 1983 va cursar estudis a Nova York. Per ampliar els seus coneixements va realitzar diferents viatges de recerca per Àfrica (Algèria, Mali, Burkina Faso, Costa d'Ivori) el 1977, Japó (Kyoto) el 1990 i 2015, Taos (Nou Mexico) el 1994, Kuala Lumpur i Borneo el 1995 i Manila en 2012.
La seva fascinació per la seda es remunta a la seva infància. Va començar dibuixant en seda els reflexos del sol i del mar. En els seus inicis, construïa peces de vestir convertint l'art en un element portable. En els anys 70 va començar a utilitzar les peces com a suport creatiu. Va treballar amb sedes, murals, indumentàries i complements. Les seves obres han estat mostrada en exposicions individuals i col·lectives en galeries d'Europa, Estats Units i Japó. A part de treballar amb seda, ha realitzat dissenys en vaixella, tapisseria, catifes i cristalleria.
Empra la tècnica xinesa i japonesa de pintura sobre seda donant-li un toc personal amb influència mediterrània. Part de la seva obra és una convinació de tradició i d'avantguarda. Als seus vestits poden trobar-se cites ocultes a textos de Paul Valèry, Pablo Picasso, Stéphane Mallármé o Salvador Espriu. Des de 1987, també realitza treballs per a obsequis d'empreses i entitats públiques creant dissenys basats en la imatge de la pròpia marca. En 2013, va realitzar una donació de la seva obra al Museu de l'Estampació de Premià de Mar, a Barcelona. Va publicar el llibre Mapes de seda amb la poeta Susanna Rafart. El Museu del Disseny de Barcelona conserva alguns exemplars de les seves creacions.

## Premis
- Medalla Mestre Artesá 2010. Generalitat de Catalunya. Barcelona
- Finalista del Premi Nacional d'Artesania 2012.[10]
- Finalista del "Millor disseny de l'any 2012" del FAD. Barcelona
- Finalista del "Millor disseny de l'any 2013" del FAD. Barcelona
- ARTFAD de plata, premi al millor disseny de l'any 2014.[11]